# Miuta
Miuta (auch Mihuta) ist ein Verwaltungsbezirk (englisch Ward) des Distrikts Tandahimba in der tansanischen Region Mtwara.

## Geografie
Miuta liegt im Südosten von Tansania etwa 15 Kilometer östlich der Distrikthauptstadt Tandahimba. Der Bezirk grenzt im Norden an Nitekela und Dinyecha, im Osten an Milangominne, im Südosten an Michenjele, im Südwesten an Mihambwe und im Westen an Kitama 1. Bei der Volkszählung 2022 lebten 5464 Menschen in 1634 Haushalten auf einer Fläche von 23 Quadratkilometern.

## Gliederung
Der Bezirk besteht aus drei Gemeinden (Mtaa) mit zwölf Orten (Kitongoji):
| Namedi - Mpakani - Juhudi | Ng'ongolo - Maili Moja - Kimara - Umoja - Chang'ombe - Dodoma | Miuta - Mpakani - Majengo - Kizota - Pakstan - Stendi |

## Infrastruktur
- Bildung: Die Kitama Secondary School ist eine staatliche weiterführende Schule für Tages- und Internatsschüler mit einer Ausbildung bis zur 4. Stufe.[7]
- Gesundheit: In Miuta liegt eine staatliche Apotheke.[8]